# Consiglio di presidenza della giustizia tributaria
Il Consiglio di presidenza della giustizia tributaria (CPGT) è l'organo di autogoverno dei magistrati delle commissioni tributarie italiane.

## Storia
Fu introdotto dal D.Lgs. 31 dicembre 1992, n. 545, in analogia al Consiglio Superiore della Magistratura. La sua composizione è stata in seguito modificata dalla legge 21 novembre 2000, n. 342, che ha aggiunto 4 membri eletti dal Parlamento, parallelamente a quanto prevede la Costituzione per il Consiglio Superiore della Magistratura. In tal modo si è cercato di svincolare il Consiglio di presidenza della giustizia tributaria dal Ministero dell'Economia e delle Finanze, dicastero presso cui sono incardinati i magistrati tributari che, peraltro, diversamente dagli altri giudici speciali, sono magistrati onorari.
Con la legge n. 130/2022 è stata introdotta la figura del "Magistrato Tributario". Questa importante modifica porterà all'insediamento di nuovi giudici tributari professionali che verranno reclutati mediante concorsi pubblici.
La Relazione annuale sull'andamento della giustizia tributaria viene presentata al Ministro predetto e non al Capo dello Stato.

## Struttura
Il Consiglio di presidenza della giustizia tributaria è costituito con decreto del Presidente della Repubblica, ed ha sede in Roma, via Solferino 15.
È composto da: 
- undici magistrati tributari eletti da e tra i componenti delle commissioni tributarie provinciali e regionali;
- quattro membri eletti dal Parlamento, due dalla Camera dei deputati e due dal Senato della Repubblica a maggioranza assoluta, tra i professori di università in materie giuridiche o i soggetti abilitati alla difesa dinanzi alle commissioni tributarie che risultino iscritti ai rispettivi albi professionali da almeno dodici anni.

Il consiglio di presidenza dura in carica per quattro anni ed elegge nel suo seno il presidente (scelto tra uno dei componenti di nomina parlamentare*) e due vicepresidenti.
L'attuale Consiglio di Presidenza della Giustizia Tributaria (decreto del Presidente della Repubblica 31/12/2013) si è insediato il 14 novembre 2023, opera per mezzo delle commissioni referenti e del plenum.

## Funzioni
Il Consiglio di presidenza della giustizia tributaria:
- verifica i titoli di ammissione dei propri componenti e decide sui reclami attinenti alle elezioni;
- disciplina con regolamento interno il proprio funzionamento;
- delibera sulle nomine e su ogni altro provvedimento riguardante i componenti delle commissioni tributarie;
- formula al Ministro dell'economia e delle finanze proposte per l'adeguamento e l'ammodernamento delle strutture e dei servizi, sentiti i presidenti delle commissioni tributarie;
- predispone elementi per la redazione della relazione annuale del Ministro dell'economia e delle finanze al Parlamento sull'attività degli organi di giurisdizione tributaria;
- stabilisce i criteri di massima per la formazione delle sezioni e dei collegi giudicanti;
- stabilisce i criteri di massima per la ripartizione dei ricorsi nell'ambito delle commissioni tributarie divise in sezioni;
- promuove iniziative intese a perfezionare la formazione e l'aggiornamento professionale dei giudici tributari;
- esprime parere sugli schemi di regolamento e di convenzioni che riguardano il funzionamento delle commissioni tributarie;
- esprime parere sulla ripartizione fra le commissioni tributarie dei fondi stanziati nel bilancio del Ministero dell'economia e delle finanze per le spese di loro funzionamento;
- esprime parere sulla determinazione dei compensi fissi ed aggiuntivi ai componenti delle commissioni tributarie;
- vigila sul funzionamento delle commissioni tributarie e può disporre ispezioni affidandone l'incarico ad uno dei suoi componenti;
- dispone, in caso di necessità, l'applicazione di componenti presso altra commissione tributaria o sezione staccata, rientrante nello stesso ambito regionale, per la durata massima di un anno;
- delibera su ogni altra materia ad esso attribuita dalla legge.